# 特里西诺
特里西诺（義大利語：Trissino），是意大利威尼托大区维琴察省的一个市镇。总面积21平方公里，人口8554人，人口密度407.3人/平方公里（2009年）。国家统计（ISTAT）代码为024110。

## 友好城市
- 德国新乌尔姆 1990年